# 670-е годы
670-е (шестьсо́т семидеся́тые) го́ды по юлианскому календарю — промежуток времени с 1 января 670 года по 31 декабря 679 года, включающий 670 год 7-го десятилетия   и с 671 по 679 годы    8-го десятилетия VII века 1-го тысячелетия.  Они закончились 1346 лет назад.

## Важнейшие события
- Осада Константинополя (674—678).
- Середина 670-х годов — народное восстание в Когурё против Китая.
- Конец 670-х годов — борьба Силлы с танскими войсками. Китайцы ушли из Силлы и Когурё. Образование единого королевства. Фактическим правителем Силлы стал полководец Ким Ю Син.